# مايتي جيتس
مايتي جيتس (بالإنجليزية: Mighty Jets)‏، هو نادي كرة قدم نيجيري وهو نادي أساسي في نيجيريا.
وهو يلعب مبارياته في مدينة جوس في ملعب روانغ بام الذي يتسع لنجو 15,000 متفرج.